# Сен-Дени, Рут
Рут Сен-Дени́, также Сен(т)-Денис (англ. Ruth Saint Denis, урождённая Рут Деннис, 20 января 1879 года, Ньюарк, штат Нью-Джерси, США — 21 июля 1968 года, Голливуд, Лос-Анджелес, США) — американская танцовщица, педагог и хореограф, новатор в области современного танца, основательница хореографической школы Денишоун; «первая леди американского танца».  

## Биография
Рут Сен-Дени была ровесницей Айседоры Дункан, точный год её рождения неизвестен:  скрывая свой возраст, танцовщица называла разные даты, то прибавляя, то убавляя свои годы — источники указывают на временной промежуток от 1877 до 1880-го. Родилась в интеллигентной семье (отец был изобретателем, мать — одной из первых в Америке женщин-врачей), провела своё детство на ферме.   
Поддерживаемая матерью, Сен-Дени начала выступать в ранней юности, в 1890-х годах. Начав с любительских спектаклей, затем перешла на эстраду, где исполняла полу-акробатические танцы. Выступая в водевиле, давала по 10—11 представлений «танца с юбкой» (skirt dance) в день. Играла на драматической сцене, в том числе в труппе Огюстена Дали. Как и Дункан, некоторое время обучалась классическому танцу в Нью-Йорке у Марии Бонфанти — однако быстро в нём разочаровалась. 
Выступала в составе труппы Дэвида Беласко. В 1899 году гастролировала с ней в Европе, в 1903 году — в турне по Америке со спектаклем «Дюбарри». 
По словам самой Сен-Дени, отправной точкой для её творчества стала реклама, случайно увиденная ею в Буффало в магазине, куда она с подругой зашла купить мороженого. На плакате с надписью «Никто не делает лучших турецких сигарет» была изображена Изида в узкой юбке и с обнажённым торсом, восседающая на троне в дверях открытого храма. Рут купила плакат и с тех пор начала мечтать о создании танцевального представления, посвящённого египетской богине. Однако первым её спектаклем стала «Радха» (1906) на индийские темы. 
Начав свой творческий путь в Америке, так же, как Лой Фуллер и Айседора Дункан, сделала себе имя в Европе, где открывались бо́льшие возможности для самостоятельных выступлений. Выступала в Вене и Берлине.  
Сен-Дени была увлечена Востоком и многие номера из её репертуара являлись фантазиями на ориентальные темы. Материал для своих хореографических стилизаций черпала в музеях и библиотеках. Пик её популярности пришёлся на 1910—1920 годы.  
Сен-Дени открыла свою школу в Лос-Анджелесе в 1915 году. Как и Дункан, она видела в своей реформе танца некую общечеловеческую миссию. Среди учеников Рут Сен-Дени — такие крупнейшие деятели американского танца модерн, как Дорис Хамфри.